# South Park Rally
South Park Rally је смешна тркачка видео-игра која се базира на карактерима и дешавањима у серији Саут Парк.

## Прича
Саут Парк више није безбедан. Градоначелник одлучује да организује низ трка које ће се одиграти у и ван града. Сви карактери из цртане серије Саут Парк су укључени у трке са неуништивим аутомобилима, полицијским колима, малим поршеима, багима, џиповима, моторима и десетинама других возила. Победник осваја титулу шампиона.

## Игра
Играч на почетку нема пуно могућих карактера, али временом што више стаза пређе добијају се и нови карактери. Све ствари, изговори, реченице у игри имају везе са серијом Саут Парк. Временом се добијају нови типови игара и стазе.

## Занимљивости
- На почетку можете видети само три стазе: шума, град и њива.
- Стаза прочитај-књигу је базирана на епизоди Кокошкољубац